# Naoko Yamada
Naoko Yamada (山田尚子 Yamada Naoko?,  28 de noviembre de 1984) es una animadora y directora de anime japonesa. Trabajó en el estudio de animación Kyoto Animation entre los años 2005 y 2020; actualmente trabaja  para el estudio de animación Science Saru.

## Carrera
Yamada nació en la Prefectura de Gunma el 28 de noviembre de 1984. Desde pequeña le encantaba dibujar, copiando los estilo de series como Dragon Ball y Patlabor, aunque durante sus años de instituto perdió un poco el interés. Yamada atendió en la "Kyoto University of Art and Design", eligiendo como asignatura "Pintura al óleo". Tras su graduación, pensó en unirse al mundo del cine, pero al ver un anuncio de Kyoto Animation decidió unirse al estudio.
Su primer trabajo como animadora consistió en realizar la animación in-between en InuYasha. Más tarde, trabajó como animadora principal en series tales como AIR o Suzumiya Haruhi no Yūutsu. Su primer trabajo de dirección fue en Clannad, donde dirigió los episodios 17 y 23. 
Su debut como directora llegó en 2009. Durante la producción de la segunda temporada de Clannad, le ofrecieron dirigir una serie, y ella aceptó sin siquiera haber leído el manga. La serie, K-ON!, alcanzaría una gran popularidad. Un año más tarde dirigiría la segunda temporada. Además, diseñó los vestidos y planeó y animó los endings de ambas temporadas. En 2013 se encargó de dirigir Tamako Market. La guionista y la ilustradora de K-ON!, Reiko Yoshida y Yukiko Horiguchi respectivamente, participaron también en su producción.
En 2016 se entrena la película Koe no Katachi (también conocida como Una voz silenciosa o A silence voice), dirigida por ella, su trabajo más reconocido, basado en el manga homónimo de Yoshitoki Ōima, que trata sobre un niño que realiza acoso escolar contra su compañera de curso sordomuda, que luego al crecer, arrepentido de sus actos busca el perdón aquella víctima y perdonarse a sí mismo.
En 2018 se estrena la película Liz and the blue bird (リズと青い鳥 Rizu to Aoi Tori?), obra derivada o spin-off de la serie de anime Hibike! Euphonium, que se centra en la amistad entre dos integrantes de la Banda sinfónica de su escuela preparatoria.
Resultó ilesa en el ataque incendiario contra Kyoto Animation ocurrido el 18 de julio de  2019, donde perdieron la vida 36 personas.
En septiembre de 2021 se informó públicamente que Naoko Yamada dejó su trabajo en Kyoto Animation y se encontraba trabajando en estudio de animación Science Saru como directora de una serie de anime que adaptaba el clásico de la literatura japonesa Heike Monogatari  en su adaptación moderna por el novelista Hideo Furukawa. El cual se estrenó entre el 16 de septiembre y el 25 de noviembre de 2021 en plataformas digitales, mientras se emitió en la televisión japonesa en el bloque +Ultra de Fuji TV entre el 13 de enero al 17 de marzo de 2022.
El 16 de junio de 2022, Yamada en una presentación la sección “Work in Progress” en el Festival de Annecy, donde directores y estudio anuncian futuros proyectos, se anunció que se encuentra trabajando junto al estudio Science Saru en el cortometraje animado Garden of Remembrance, que será estrenado en 2023, donde además de dirigir, también escribirá la historia, contará con el diseño de personajes de Etsuko Mizusawa y con música de la cantautora Lovely Summer-chan. Y en diciembre de 2022 , también se anunció que se encuentra trabajando en la película Kimi no iro junto al estudio Science Saru, con el guion de Reiko Yoshida y la música de Kensuke Ushio y que sería estrenada en 2023.

## Trabajos
| Año                    | Serie                                       | Cargo |
| ---------------------- | ------------------------------------------- | --- |
| TV Anime               |                                             | |
| 2005                   | AIR                                         | Animación principal [eps 9, 11, 12]                                                                        |
| 2005                   | Full Metal Panic! The Second Raid           | Animación principal                                                                                        |
| 2006                   | Suzumiya Haruhi no Yūutsu                   | Animación principal [eps 2, 7, 10, 12]                                                                     |
| 2006-2007              | Kanon                                       | Animación principal [ED; eps 3, 7]                                                                         |
| 2007                   | Lucky Star                                  | Animación                                                                                                  |
| 2007-2008              | Clannad                                     | Storyboard [ep 23], Directora de episodio [eps 17, 23]                                                     |
| 2008-2009              | Clannad: After Story                        | Storyboard y Directora de episodio a la vez [eps 3, 10, 16, 22, 24]                                        |
| 2009                   | K-ON!                                       | Directora, Storyboard [ED; eps 1, 12, 13], Animación principal [ED; ep 12]                                 |
| 2009                   | Suzumiya Haruhi no Yūutsu 2009              | Storyboard y Directora de episodio a la vez [ep 20]                                                        |
| 2010                   | K-ON!!                                      | Directora, Storyboard [ED; eps 1, 3 y 24]                                                                  |
| 2011                   | Nichijou                                    | Storyboard y Directora de episodio a la vez [eps 5, 17], Animación Principal [ED1]                         |
| 2012                   | Hyōka                                       | Storyboard y Directora de episodio a la vez [eps 9, 14]                                                    |
| 2012                   | Chūnibyō Demo Koi ga Shitai!                | Storyboard [ED], Directora de Episodio [ED], Animación Principal [ep 2]                                    |
| 2013                   | Tamako Market                               | Directora, Storyboard [OP; ED; eps 1-2, 11-12], Directora de Episodio [ep 1], Directora de unidad [OP; ED] |
| 2013                   | Free!                                       | Storyboard y Directora de episodio a la vez [ep 7], Animación Principal [ED]                               |
| 2013                   | Kyōkai no Kanata                            | Storyboard y Directora de episodio a la vez [ep 5]                                                         |
| 2022                   | Modern Love Tokyo                           | Storyboard y Directora de episodio (ep 7)                                                                  |
| OVA                    |                                             | |
| 2005                   | Munto 2: Beyond the Walls of Time           | Animación principal                                                                                        |
| 2006                   | Full Metal Panic! The Second Raid OVA       | Animación principal                                                                                        |
| 2008                   | Lucky Star: Original na Visual to Animation | Directora de episodio [ep 5]                                                                               |
| ONA                    |                                             | |
| 2021                   | Heike Monogatari                            | Directora                                                                                                  |
| Películas de Anime     |                                             | |
| 2010                   | Suzumiya Haruhi no Shoshitsu                | Directora de unidad, Animación principal                                                                   |
| 2011                   | K-ON!                                       | Directora                                                                                                  |
| 2014                   | Tamako Love Story                           | Directora                                                                                                  |
| 2016                   | Koe no Katachi                              | Directora                                                                                                  |
| 2018                   | Liz To Aoi Tori                             | Directora                                                                                                  |
| 2023                   | Kimi no Iro                                 | Directora                                                                                                  |
| Cortometrajes de Anime |                                             | |
| 2023                   | Garden of Remembrance                       | Directora, Guion                                                                                           |

## Premios y nominaciones

### Premios de la Academia Japonesa(Nippon-shō)
| Año  | Categoría                   | Trabajo nominado  | Resultado |
| ---- | --------------------------- | ----------------- | --------- |
| 2012 | Mejor película de animación | K-On! La película | Nominada  |
| 2017 | Mejor película de animación | Koe no Katachi    | Nominada  |

### Premio Ōfuji Noburō
| Año  | Categoría                               | Trabajo nominado | Resultado | Ref.   |
| ---- | --------------------------------------- | ---------------- | --------- | ------ |
| 2018 | Premio a la mejor película de animación | Rizu to Aoi Tori | Ganadora  | [ 19 ] |

### Premios Satellite
| Año  | Categoría                                  | Trabajo nominado | Resultado | Ref.   |
| ---- | ------------------------------------------ | ---------------- | --------- | ------ |
| 2018 | Premio a la mejor película o corto animado | Rizu to Aoi Tori | Nominada  | [ 20 ] |

### Festival de Cine de Sitges
| Año  | Categoría                       | Trabajo nominado | Resultado | Ref.   |
| ---- | ------------------------------- | ---------------- | --------- | ------ |
| 2017 | Mejor largometraje de animación | Koe no Katachi   | Nominada  | [ 21 ] |
| 2018 | Mejor largometraje de animación | Rizu to Aoi tori | Nominada  | [ 22 ] |

### Premios Crunchyroll
| Año  | Categoría       | Trabajo nominado | Resultado | Ref.   |
| ---- | --------------- | ---------------- | --------- | ------ |
| 2018 | Mejor película  | Koe no Katachi   | Nominada  | [ 23 ] |
| 2018 | Mejor animación | Koe no Katachi   | Nominada  | [ 23 ] |
| 2019 | Mejor película  | Rizu to Aoi tori | Nominada  | [ 24 ] |